# Ruda nad Moravou
Obec Ruda nad Moravou (německy Eisenberg) se nachází v okrese Šumperk v Olomouckém kraji. Žije zde přibližně 2 600 obyvatel. Obcí protéká řeka Morava.

## Historie
Ještě před prvním osídlením obce zde vedla kupecká stezka z Olomouce až k Baltskému moři (tzv. Jantarová stezka). Nasvědčuje tomu větší nález římských mincí (jedna mince z let 96–117 n. l.) při kopání železniční trati u Bohdíkova. U Hrabenova bylo nalezeno hadcové kladívko z doby kamenné.
První osada byla zřejmě založena horníky, kteří v okolí dobývali železnou rudu, čímž vznikl český název Ruda. První písemná zmínka obce je z roku 1350, kdy se latinsky nazývala Ferreus Mons a byla v majetku pánů ze Šternberka i s okolními vesnicemi. V té době již stál v Rudě kostel a fara.
Roku 1392 připadlo rudské panství moravskému markraběti Joštovi, který roku 1397 dal panství do zemských desek Petru z Kravař. Po jeho smrti (roku 1441) se panství dostalo do rukou strážnické linii pánů z Kravař. Jiří z Kravař prodal Rudu roku 1447 i s Velkou a Malou Hosticí, Janoušovem, Lhotou, Komňátkou, Raškovem, 4 hamry se statkem Zábřehem a Kláštercem Janu staršímu Tunklovi z Brníčka.
Rudské panství k němuž náležela i Březná a Písařov získává v roce 1509 Mikuláš mladší Trčka z Lípy. Ten vyměnil roku 1512 Rudu, Třemešek, Klášterec a Zábřeh s Ladislavem z Boskovic za Svojanov v Čechách. Ladislavův syn Kryštof vydal roku 1539 pro rudu zvláštní horní řád. Smrtí Jana Šembery z Boskovic roku 1589 vymřeli Boskovicové po meči a panství zdědil jeho synovec (syn jeho sestry Kunhuty) Velen ze Žerotína.
Ladislav Velen ze Žerotína přenechává panství synu Bernardu ze Žerotína, jenž roku 1610 vystavěl rudský zámek. Po Bernardově brzké smrti roku 1615 odkoupil Velen za 75 000 zlatých vše nazpět. Spolumajitelkou všech jeho statků se stala jeho manželka Eliška Alžběta, hraběnka z Thurnů. Ladislav Velen ze Žerotína, moravský zemský hejtman, po bělohorské bitvě uprchl ze země.
Ferdinand II. daroval statky roku 1624 Karlu z Lichtenštejna za služby prokázané císařskému domu. Po jeho smrti roku 1627 se jako majitel rudského panství stal syn Karel Eusebius z Lichtenštejna do své smrti roku 1684. Jeho následníkem do smrti roku 1712 byl jeho syn Jan Adam Ondřej z Lichtenštejna. Dalšími majiteli rudského panství byli Lichtenštejnové Antonín Florian (do roku 1720), Josef Jan Adam (do roku 1732), Jan Karel (do roku 1748), Josef Václav Vavřinec (do roku 1772), František (do roku 1781), Alois Josef (do roku 1805), Jan Josef, polní maršál (do roku 1836), Alois II Josef (do roku 1858), Jan II (do roku 1927).
V roce 1784 byl postaven kostel sv. Vavřince. Od poloviny devatenáctého století byly v Rudě čtyři výroční trhy. Od roku 1848 byl v obci poštovní a telegrafní úřad. Obec spadala pod politický a soudní okres Šumperk. Roku 1855 zjištěna cholera. Četnická stanice byla v Rudě od roku 1872. V prosinci 1874 se obecní výbor usnesl na přejmenování názvu obce Česká Ruda na Ruda nad Moravou. Roku 1888 se začalo se stavbou obecního domu, který byl dostavěn o rok později. Roku 1897 obec rozdělena na Horní Rudu a Dolní Rudu, roku 1919 byly obce opět spojeny.
Obecní knihovna byla zřízena roku 1922. Roku 1929 se začalo se stavbou vodovodu, na který si obec vypůjčila 300 tisíc korun. 11. srpna 1935 byl v Rudě slavnostně odhalen pomník padlých vojáků z 1. světové války, později doplněn jmény z 2. světové války. Autorem byl akademický sochař František Fabiánek z Brna a vystaven byl kamenickou firmou ze Žulové. Další památník obětem války byl vystavěn ze sbírek občanů na hřbitově roku 1951 akademickým sochařem Juliem Pelikánem. Na budově knihovny byla 8. května 1968 odhalena pamětní deska popravených protifašistických odbojářů Jana Linharta a Jaroslava Hradila.
Významné data v historii obce:
- 18. století: postavena kaple sv. Anny, vybudován druhý hospodářský dvůr, střelnice a herna na kuželky
- 19. století: přestavba zámku, dostavěna čtyřboká věž s lucernou a hodinami, obnoven most a kašna

## Obyvatelstvo

### Počet obyvatel
Počet obyvatel Rudy nad Moravou podle sčítání nebo jiných úředních záznamů:
| Rok            | 1869 | 1880 | 1890 | 1900 | 1910 | 1921 | 1930 | 1950 | 1961 | 1970 | 1980 | 1991 | 2001 | 2011 |
| -------------- | ---- | ---- | ---- | ---- | ---- | ---- | ---- | ---- | ---- | ---- | ---- | ---- | ---- | ---- |
| Počet obyvatel | 892  | 795  | 950  | 919  | 879  | 897  | 982  | 865  | 981  | 1027 | 1123 | 1019 | 1016 | 1068 |

Počet obyvatel Rudy nad Moravou včetně Bartoňova, Hostice, Hrabenova, Radomilova a Štědrákovy Lhoty podle sčítání nebo jiných úředních záznamů:
| Rok            | 1869 | 1880 | 1890 | 1900 | 1910 | 1921 | 1930 | 1950 | 1961 | 1970 | 1980 | 1991 | 2001 | 2011 |
| -------------- | ---- | ---- | ---- | ---- | ---- | ---- | ---- | ---- | ---- | ---- | ---- | ---- | ---- | ---- |
| Počet obyvatel | 4122 | 4074 | 4409 | 4465 | 4485 | 4313 | 4258 | 2891 | 3040 | 2858 | 2671 | 2410 | 2474 | 2515 |

### Počet domů
Počet domů v Rudě nad Moravou podle sčítání nebo jiných úředních záznamů:
| Rok        | 1869 | 1880 | 1890 | 1900 | 1910 | 1921 | 1930 | 1950 | 1961 | 1970 | 1980 | 1991 | 2001 | 2011 |
| ---------- | ---- | ---- | ---- | ---- | ---- | ---- | ---- | ---- | ---- | ---- | ---- | ---- | ---- | ---- |
| Počet domů | 122  | 127  | 135  | 132  | 127  | 141  | 176  | 207  | 331  | 216  | 235  | 271  | 275  | 299  |

Počet domů v Rudě nad Moravou včetně Bartoňova, Hostice, Hrabenova, Radomilova a Štědrákovy Lhoty podle sčítání nebo jiných úředních záznamů:
| Rok        | 1869 | 1880 | 1890 | 1900 | 1910 | 1921 | 1930 | 1950 | 1961 | 1970 | 1980 | 1991 | 2001 | 2011 |
| ---------- | ---- | ---- | ---- | ---- | ---- | ---- | ---- | ---- | ---- | ---- | ---- | ---- | ---- | ---- |
| Počet domů | 580  | 598  | 618  | 617  | 628  | 655  | 796  | 849  | 756  | 747  | 707  | 863  | 878  | 923  |

## Geologie
Ruda nad Moravou s okolím je velmi bohatá na nerosty. Geologicky je půda prostoupena šedou rulou, jinorázem, břidlicí a hadcem. Na severní straně směrem k Hosticím se od pradávna kopala železná ruda, hnědel, krevel, magnetit a železovec jílovitý. Na severozápadě ve Žďáře byl nalezen hadec, bronzit, pseudofit, enstatit, chromit, azbest, chryzolit, dialley, pikrotit, skapolith, periklin, epidot, amazonit, anthophylit, chalcedon, diopsid, dolomit, pirrhotin, titanit a zirkony.

## Pamětihodnosti
V katastru obce jsou evidovány tyto kulturní památky:
- Zámek Ruda nad Moravou s areálem – čtyřkřídlá pozdně renesanční budova z roku 1610, upravená v letech 1622–1625, další úpravy v 19. a 20. století; zámek renesanční dispozice s arkádovým dvorem a dochovaným arkýřem v průčelí; k areálu patří další objekty:
  - sousoší sv. Jana Nepomuckého s andílky (před zámkem) – pozdně barokní soubor soch z roku 1789
  - zámecký park – přírodně krajinářský
  - ohradní zeď se vstupní branou
- Dům čp. 3 – drobná empírová architektura z roku 1818 s bohatě zdobeným průčelím a dochovanou dispozicí
- Komplex bývalého lihovaru čp. 73 a 74 – soubor empírových budov (správní a obytná budova) z 1. poloviny 19. století
- Dům čp. 72 – drobná empírová architektura z doby kolem roku 1830
- Socha Panny Marie – barokní sochařská práce z roku 1715
- Sousoší Kalvárie (naproti Obecnímu úřadu) – kamenická práce z roku 1825
- Sousoší svatého Josefa s andílky (u kostela) – sochařská práce z roku 1729

Není zařazen do seznamu kulturních památek:
- Kostel sv. Vavřince

## Galerie

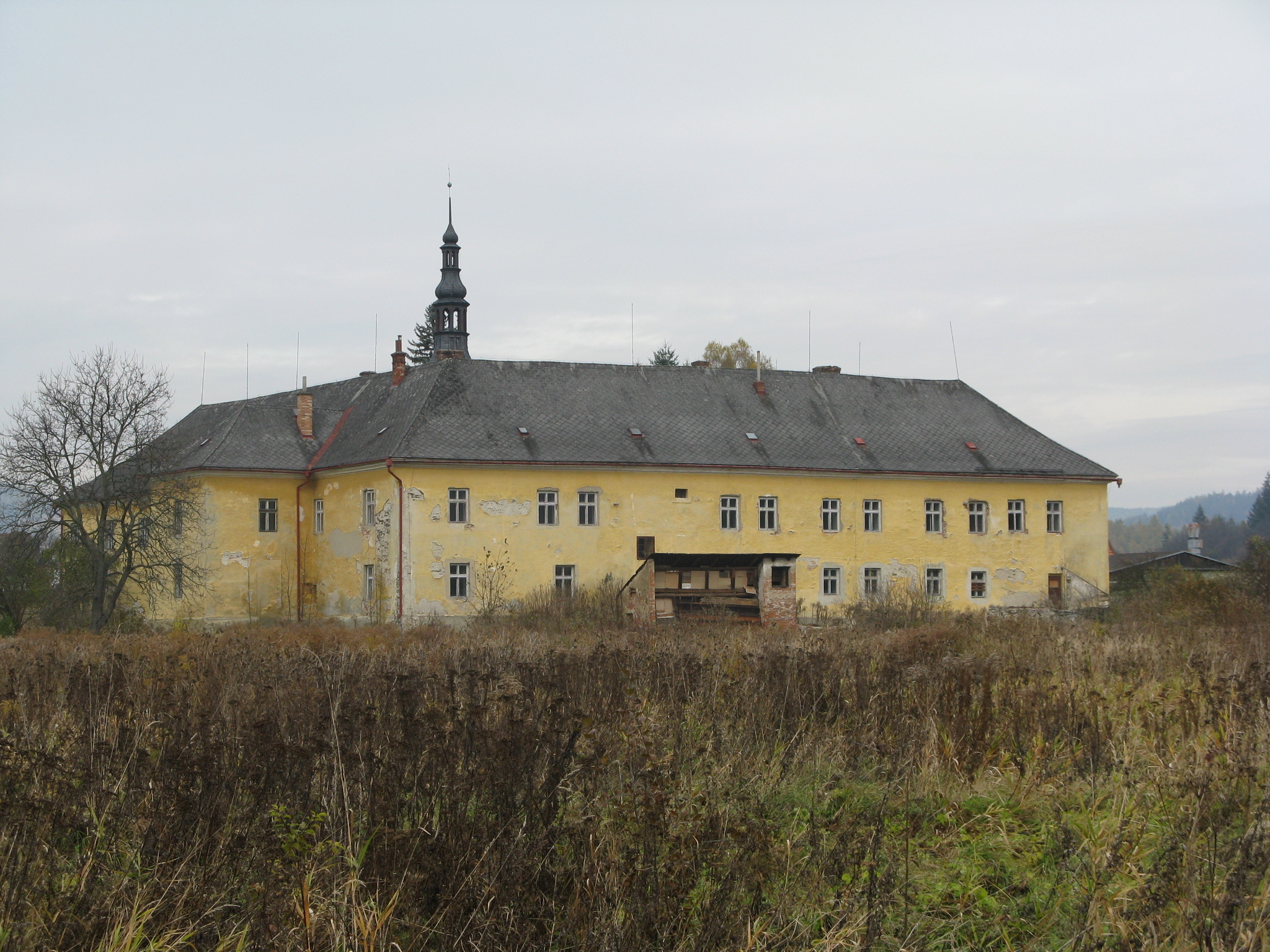
Zámek
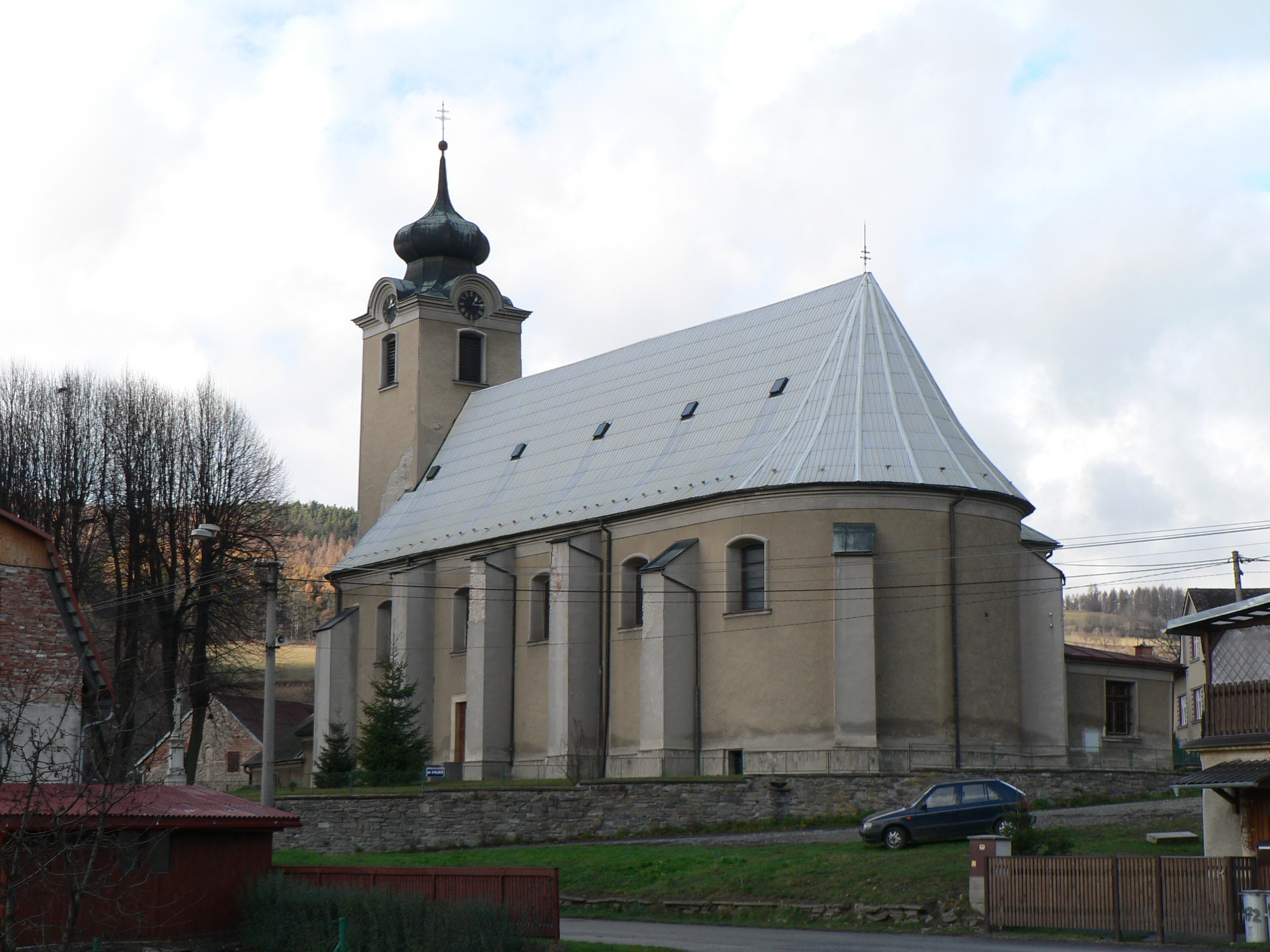
Kostel sv. Vavřince
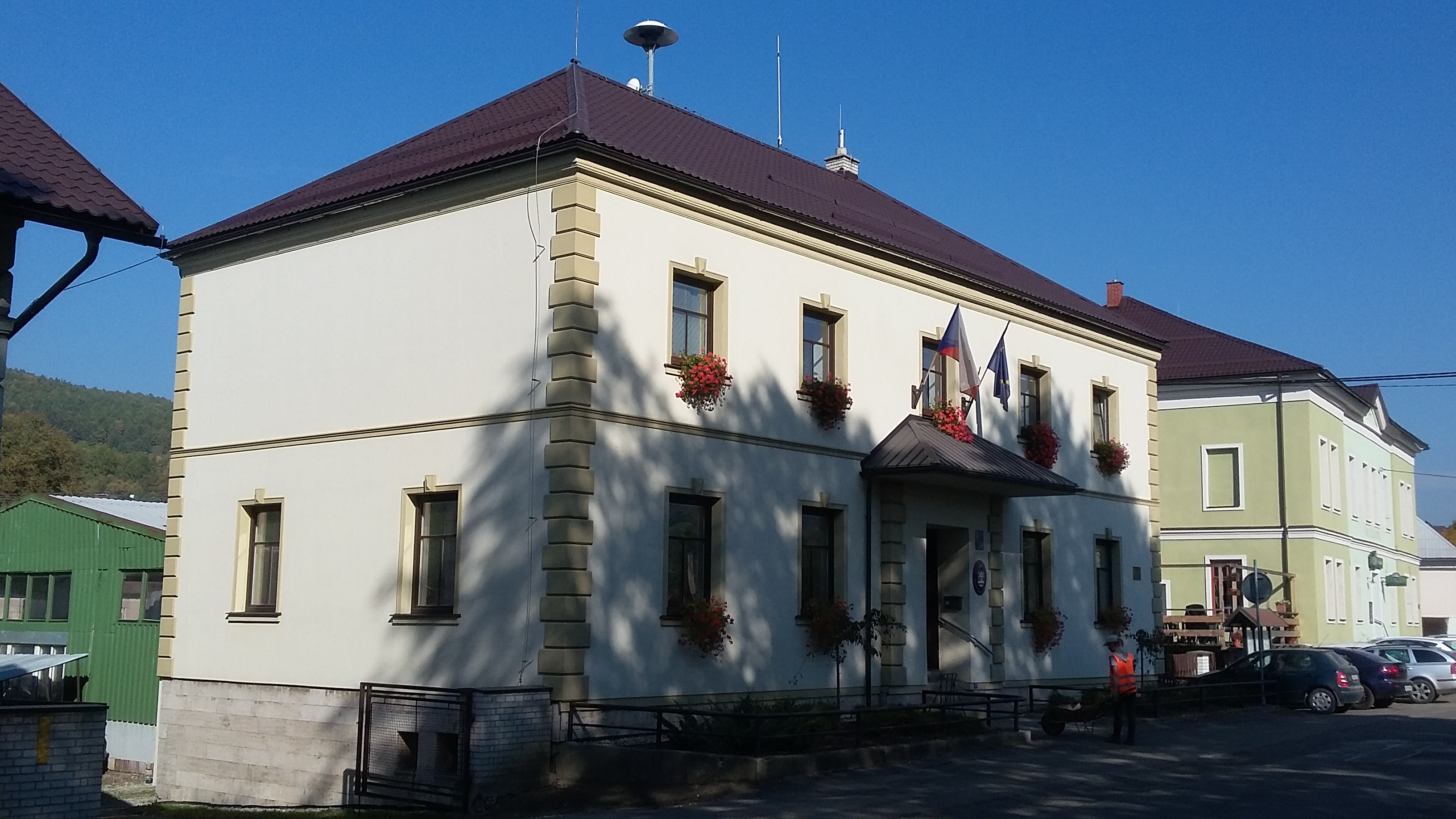
Obecní úřad
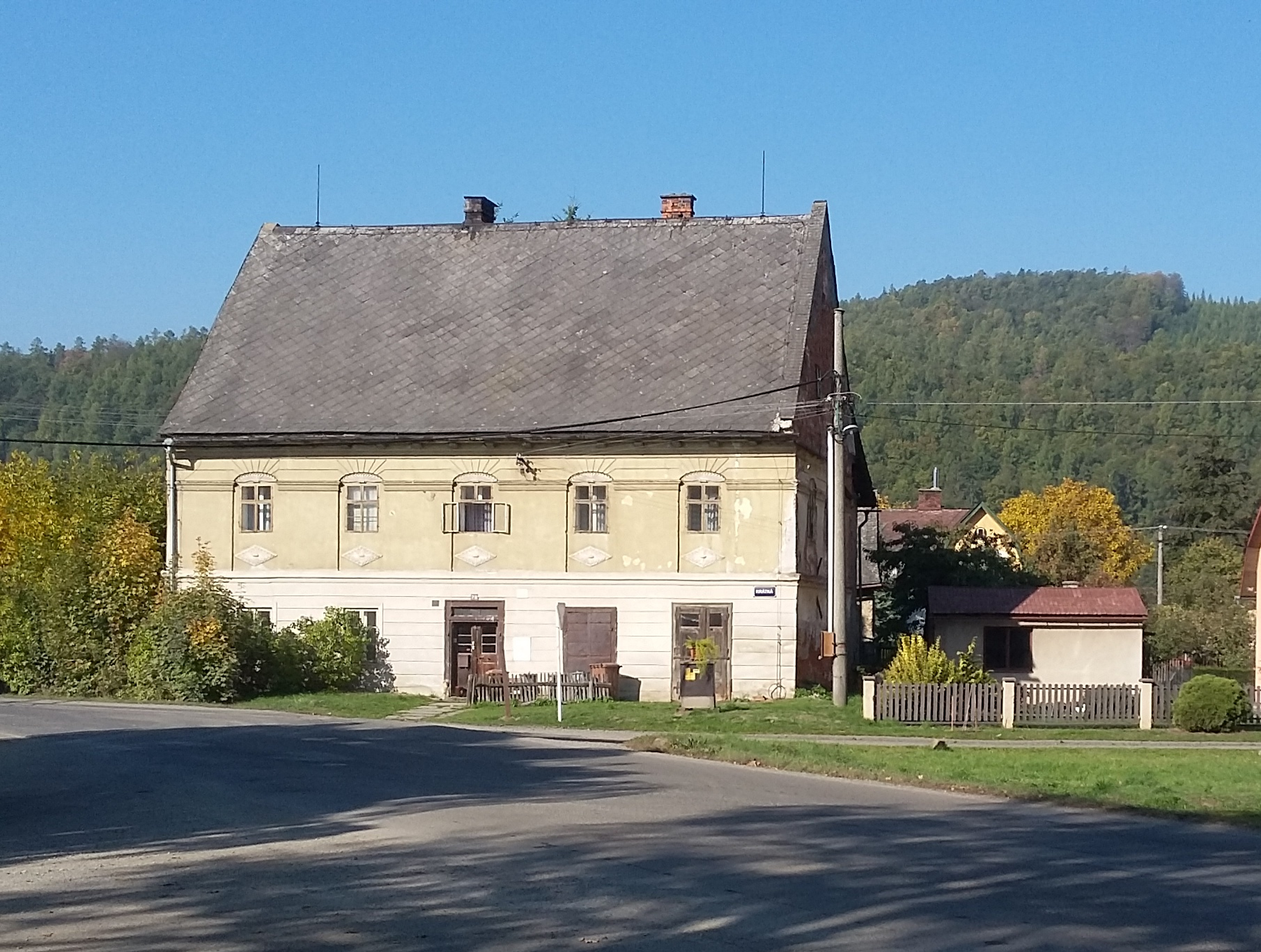
Dům č. p. 72

## Části obce
- Ruda nad Moravou
- Bartoňov
- Hostice
- Hrabenov
- Radomilov
- Štědrákova Lhota

## Osobnosti
- Wolfgang Kusý (1842–1886), právník a kulturní činitel v Brně, narozen v Rudě nad Moravou
- Richard Wiesner (1900–1972), český malíř
- Ondřej Bank (* 1980), český lyžař, narozen v Zábřehu na Moravě, žil v Rudě nad Moravou